# Spondylurus monitae
Espèce
Statut de conservation UICN

 CR B1ab(iii) : 
En danger critique
Spondylurus monitae est une espèce de sauriens de la famille des Scincidae.

## Répartition
Cette espèce est endémique de Monito à Porto Rico.

## Étymologie
Cette espèce est nommée en référence au lieu de sa découverte, Monito.

## Publication originale
- Hedges & Conn, 2012 : A new skink fauna from Caribbean islands (Squamata, Mabuyidae, Mabuyinae). Zootaxa, no 3288, p. 1–244 (texte intégral).